# Bruinbandbamboehaai
De bruinbandbamboehaai (chiloscyllium punctatum) is een bamboehaai uit de familie van epaulethaaien en bamboehaaien (Hemiscylliidae). Deze tropische soort komt voor in de Westelijke Indische Oceaan en kan een lengte kan bereiken tot 105 cm groot en een gewicht tot 15 kg. Ze voeden zich voornamelijk met garnalen, inktvissen en kleine vissoorten.
Na de bevruchting werpen ze twee keer een ei dat ze vastmaken aan steen of koraal. Na drie maanden worden kleine bamboehaaien geboren. De kleine bamboehaaien hebben wit-zwarte verticale banden zoals een zebra, naarmate ze groter worden vervagen deze kleuren naar bruin tot lichtbruin.

## Verspreiding
De bruinbandbamboehaai leeft in het oosten van de Indische Oceaan (in de buurt van India en Sri Lanka) en voor de kusten van Zuidoost-Azië en de noordkust van Australië. Ze leven eveneens in de Chinese Zee, voor de kust van China, Korea en Japan.
Hij leeft voornamelijk in de buurt van koraalriffen dicht bij de kust, op het continentaal plat in de getijdenzone.

## Verwantschap
Een DNA-studie geeft aan dat C. punctatum het nauwste aan C. indicum en C. plagiosum  verwant is en dat C. griseum en C. hasseltii een zusterclade daarvan vormt.

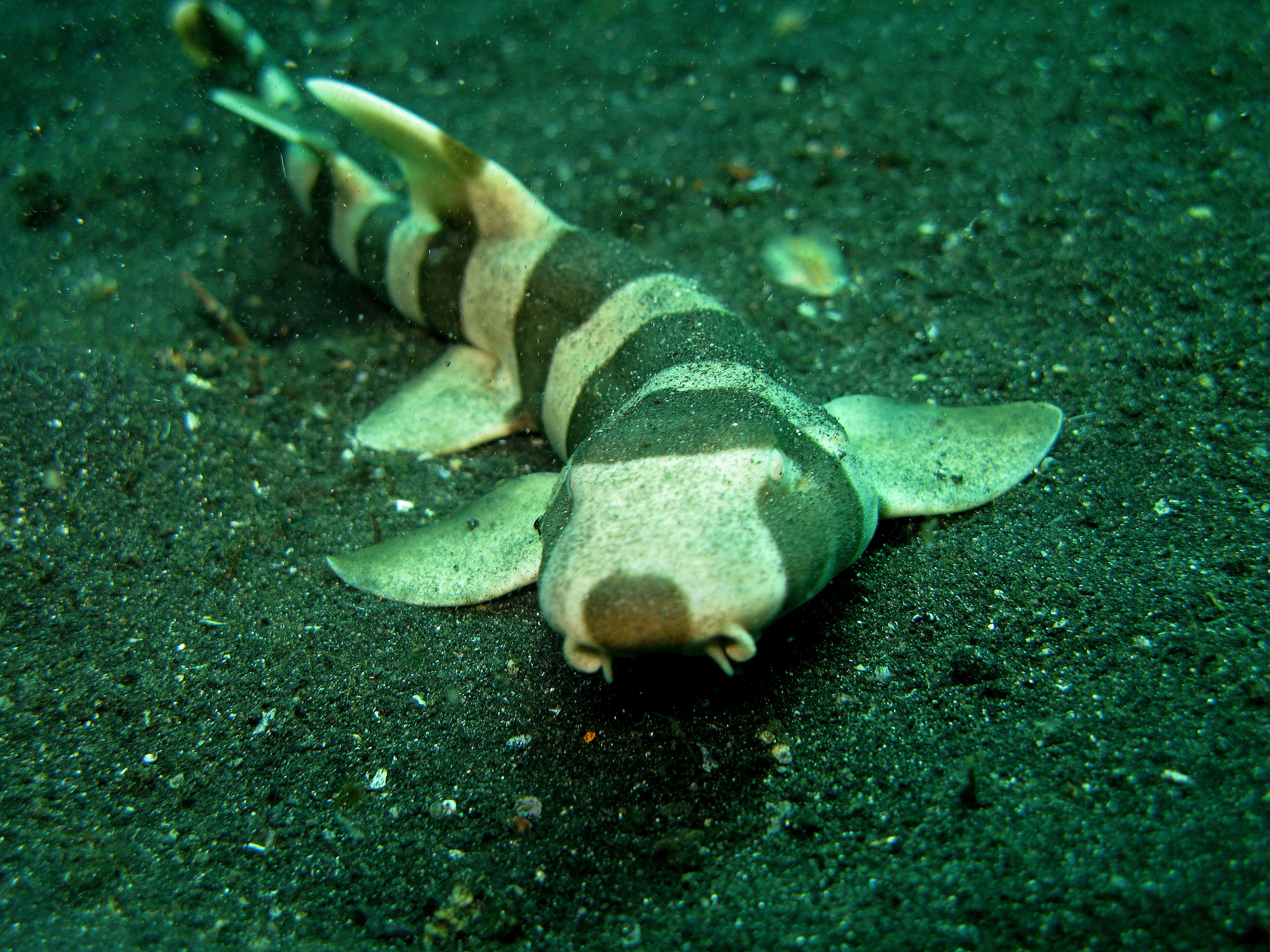
Onvolwassen bruinbandbamboehaai